# Section sportive saint-pauloise
Maillots
La Section Sportive Saint-Pauloise était un club de football réunionnais basé à Saint-Paul, sur l'île de La Réunion.

## Histoire

### Débuts dans les années 1920 et 1930
La première version de la Saint-Pauloise voit le jour en 1920, à l'initiative du maire Achille Prémont qui en est président jusqu'en 1935. Maurice Louisin prend le relais jusqu'en 1939.
Au lendemain de la départementalisation en 1946, le club reprend ses activités avec un bureau directeur animé par le président Luçay Lépinay. L'ossature de l'équipe première est constituée des joueurs tels que Yvon Noël, Jean-Baptiste Mardenalom, Philomar, etc. La plupart des joueurs sont agriculteurs ou employés au chemin de fer de La Réunion.
Mais cette période est marquée à Saint-Paul par l'effervescence de la vie associative, tout autant que par son instabilité. Les jeunes pleins d'assurance décident derrière Jean Louisin le capitaine de l'équipe de s'émanciper et de fonder en 1935 un nouveau club, Les juniors Saint-Paulois.

### Le club dans les années 1950 et 1960
En 1957, la Saint-Pauloise subit la relégation à la suite d'un forfait général. L'année suivante, les juniors Saint-Paulois et la Saint-Pauloise fusionnent pour donner naissance à l'Union Sportive de Saint-Paul, club omnisports présidé par Marcel Counali. Mais après quatre journées de championnat, le club vacille déclarant un forfait général. L'union laisse place en 1960 au stade Saint-Paulois, par la fusion avec la Charles de Foucauld qui ferme ses portes. Jean Baptiste Mardénalom devient le président.
Le stade Saint-Paulois évolue en deuxième division et atteint la première division en 1967. La livraison d'un stade de football avec tribunes, baptisé Achille Prémont sous l'impulsion du maire Roger-Joseph Serveaux, encourage l'équipe et attire régulièrement une foule de spectateurs.

### Les évènements de 1971
En 1971, les supporters jubilent enfin, car à l'issue de la cinquième journée, le Stade Saint-Paulois devient seul leader. Mais la rencontre suivante disputée sous tension oppose le stade Saint-Paulois au Football Club de l'Ouest, "le frère ennemi". 1 500 personnes affluent au stade municipal pour assister au derby qui s'annonce passionnant en raison de l'enjeu. Le FCO trouve des ressources inattendues et ne se laisse pas impressionner par le leader qui encaisse un but après dix minutes de jeu (but de Yvon Marcelin) . Le stade saint-Paulois qui court après l'égalisation, croit parvenir à ses fins quand Michel Minatchy à cinq minutes de la fin égalise, mais l'arbitre siffle un hors-jeu et le but n'est pas validé. C'est le point de départ des incidents qui prennent des proportions déplorables au coup de sifflet final. Les dirigeants, joueurs du FCO, et les arbitres sont violemment agressés. À la suite de ces évènements, le stade Saint-Paulois est rétrogradé en seconde division, interdit de championnat de première division et mis hors compétition par décision du comité de la ligue réunionnaise de football pendant deux ans.

### Le renouveau du club sous le nom de la SS Saint-Pauloise
Une fois de plus, le club se dissout et renaît sous une nouvelle appellation, la Société Sportive de la Saint-Pauloise. Tout est à reconstruire avec un lourd handicap : effacer une réputation ternie et reconquérir une image de marque. C'est le défi auquel s'attelle Christophe Kichenin, président d'honneur de la formation.
Le bureau de la Saint-Pauloise apparaît ainsi renforcé et restructuré en 1971 avec comme président Raymond Lebon. Les frères Sévagamy, Narcisse, Migale, Minatchy, Saint-Jacques, Cécé, Paula, Trivy, Pèdre, Marbois, etc. apparaissent comme les figures de proue de cette équipe qui gravit lentement les échelons vers la notoriété : première étape, le club se hisse en division d'honneur. En 1975, il termine troisième du championnat et perd la Coupe régionale de France contre le CS Saint-Denis.
Sous la présidence de Jean-Baptiste Mardénalom, la Saint-Pauloise remporte son premier titre de Champion de la Réunion en 1979. Après 35 ans au service du football, Monsieur Mardénalom vit ce titre comme un belle récompense. Il prend donc une retraite bien méritée. L'équipe gagnante est formée de jeunes joueurs, dont la plupart ont été préparés au club et sont employés en mairie.
L'équipe franchit un pas de plus vers le succès avec l'arrivée à la présidence de Paul-Julius Bénard, sénateur maire de Saint-Paul en 1980. Le club est champion en 1981, 1983, 1985 et en 1986. La recette de cette réussite, c'est la cohésion et la complicité des joueurs tels que Défour, Auré, Mercher, Georgette, les frères Tossem, Adolphe, etc. En 1986, le club réalise le double, en plus de remporter le championnat il remporte la Coupe régionale de France pour la première fois de son histoire.

### La crise et la fin de la SS Saint-Pauloise
La disparition du président Bénard en 1987 laisse un grand vide dans les rangs saint-paulois. La grande instabilité qui affecte l'équipe dirigeante se répercute sur les joueurs qui se démobilisent. En 1990, le nouveau maire Cassam Moussa prend la présidence avant de laisser sa place à Joseph Sinimalé en 1991. Au fil des années, la Saint-Pauloise perd du terrain en championnat pour finir à la dernière place en 1996. Face aux difficultés financières, administratives et juridiques, le président de l'époque Jean-Jacques Charolais remet sa démission en juin 1996. Il ne souhaite plus assumer seul les erreurs du passé : endettement du club, gestion hasardeuse. Fin juin 1996, la Saint-Pauloise traverse une période particulièrement délicate avant de sombrer définitivement par liquidation de l'association.

## Palmarès
| Compétitions nationales |
| --- |
| - Championnat de La Réunion (5) : - Champion : 1979, 1981, 1983, 1985 et 1986. - Vice-champion : 1980, 1987. - Coupe de La Réunion (0) : - Finaliste : 1963, 1981, 1985, 1986 et 1991. - Coupe régionale de France (1) : - Vainqueur : 1986. - Finaliste : 1968, 1975, 1983, 1985 et 1988. |

### Sources
- Évelyne Combeau-Mari et Jérôme Ah-Yane, 100 ans de football à La Réunion, Saint-Denis (Réunion)/Saint-André (Réunion), Océan éditions, coll. « Histoire », juin 2006, 605 p. (ISBN 2-907064-81-9)
- « Les vestiaires du foot »